# Lakeview (Alabama)
Lakeview és una població dels Estats Units a l'estat d'Alabama. Segons el cens del 2000 tenia 163 habitants.

## Demografia
Segons el cens del 2000, Lakeview tenia 163 habitants, 65 habitatges, i 49 famílies. La densitat de població era de 99,9 habitants/km².
Dels 65 habitatges en un 30,8% hi vivien nens de menys de 18 anys, en un 63,1% hi vivien parelles casades, en un 10,8% dones solteres, i en un 23,1% no eren unitats familiars. En el 23,1% dels habitatges hi vivien persones soles el 13,8% de les quals corresponia a persones de 65 anys o més que vivien soles. El nombre mitjà de persones vivint en cada habitatge era de 2,51 i el nombre mitjà de persones que vivien en cada família era de 2,94.
Per edats la població es repartia de la següent manera: un 22,1% tenia menys de 18 anys, un 5,5% entre 18 i 24, un 27,6% entre 25 i 44, un 26,4% de 45 a 60 i un 18,4% 65 anys o més.
L'edat mediana era de 42 anys. Per cada 100 dones hi havia 103,8 homes. Per cada 100 dones de 18 o més anys hi havia 92,4 homes.
La renda mediana per habitatge era de 36.250 $ i la renda mediana per família de 41.875 $. Els homes tenien una renda mediana de 30.250 $ mentre que les dones 13.500 $. La renda per capita de la població era de 35.714 $. Aproximadament el 5,9% de les famílies i l'11,1% de la població estaven per davall del llindar de pobresa.

## Poblacions properes
El següent diagrama mostra les poblacions més properes.